# Palmityna
Palmityna, olej palmitynowy, (C
15H
31COO)
3C
3H
5 – organiczny związek chemiczny z grupy trójglicerydów, triester glicerolu i kwasu palmitynowego.